# HMS Berkeley (L17)
«Берклі» (L17) (англ. HMS Berkeley (L17) — військовий корабель, ескортний міноносець типу «Хант» «I» підтипу Королівського військово-морського флоту Великої Британії за часів Другої світової війни.
«Берклі» закладений 8 червня 1939 року на верфі компанії Cammell Laird у Беркенгеді. 29 січня 1940 року він був спущений на воду, а 6 червня 1940 року увійшов до складу Королівських ВМС Великої Британії.
Ескортний міноносець «Берклі» брав участь у бойових діях на морі в Другій світовій війні, бився у Північній Атлантиці, біля берегів Англії, Франції, супроводжував транспортні конвої союзників. 19 серпня 1942 року був потоплений унаслідок ураження з повітря двома бомбами німецького Fw 190 під час рейду на Дьєпп.
За проявлену мужність та стійкість у боях бойовий корабель заохочений трьома бойовими відзнаками.

## Історія служби
Незабаром після введення до строю «Берклі» брав участь в операції «Аріель», евакуації залишків британського експедиційного корпусу з портів на заході Франції. Після падіння Франції корабель евакуював решту співробітників британського посольства, а також Владислава Рачкевича та частину польських і чеських військ.
У серпні 1940 року «Берклі» супроводжував мінні загороджувачі під час операції з мінування SN32. У вересні ескортний міноносець провів у патрулюваннях, в готовності до відбиття німецького вторгнення через Ла-Манш. У жовтні-листопаді супроводжував конвої. 20 грудня 1940 року дістав пошкоджень унаслідок підриву на міні у Медвеї і був відремонтований на верфі Chatham Dockyard.
У січні 1941 року, після завершення ремонту «Берклі» відновив ескортні обов'язки, супроводжуючи транспортні конвої біля берегів Великої Британії. 22 лютого він супроводжував «Ікарус» під час операції з мінування JK біля французького узбережжя. До кінця року «Берклі» супроводжував конвої та патрулював у Ла-Манші. У лютому 1942 року він взяв участь у невдалій спробі Королівського флоту перехопити німецькі лінкори «Шарнхорст» і «Гнейзенау» під час їхнього зухвалого «прориву через Ла-Манш».
До липня 1942 року «Берклі» продовжував виконувати обов'язки з супроводження конвоїв, коли його виділили до складу спеціального угруповання Королівських військово-морських сил, які підтримували операцію «Ювілей». 18 серпня 1942 року «Берклі» супроводжував рейдерські сили на Дьєпп.
19 серпня під час повітряної атаки німецької авіації британський корабель був уражений двома бомбами, скинутими з Fw 190. Унаслідок вибухів загинуло 13 матросів та був поломаний кіль міноносця. Оскільки пошкодження неможливо було виправити в тих умовах, екіпаж залишив корабель, а потім його затопили торпедами з ескортного есмінця «Олбрайтон».